# مضلع ثنائي
في الهندسة الرياضية، الثنائي هو تدهور لمضلع له ضلعان ورأسين. الثنائي هو مضلع منتظم دائماً لأن ضلعيه منطبقين على بعضهما البعض وبالتالي متساوين بالطول.